# بيرو 2000
بيرو 2000 كان تحالفًا سياسيًا يمينيًا في بيرو قدم مرشحين للانتخابات العامة لعام 2000. انظم ألبرتو فوجيموري وحلفاؤه السياسيون على بطاقة بيرو 2000 التي انتصر فيها فوجيموري في إعادة انتخابه للمرة الثانية كرئيس لولاية ثالثة وسط استياء شعبي.
كان الحزب منظمًا بشكل فضفاض وكان بمثابة وسيلة انتخابية شخصية لفوجيموري أكثر من كونه تحالفًا سياسيًا منظمًا فعليًا.

## التاريخ

### النشأة
في عام 1999 قرر ألبرتو فوجيموري الترشح لولاية ثالثة في الانتخابات العامة لعام 2000، وبعد ذلك قرر إنشاء تحالف مع أحزاب فوجيموري كامبيو 90 ونويفا مايوريا وسيمبر أونيدوس وفاموس فيسينو وبالتالي تشكيل «التحالف الانتخابي بيرو 2000». خلال انتخابات عام 2000 في بيرو اقترحت شافيز أن يحل فوجيموري الكونجرس إذا لم تفز بيرو 2000 بأغلبية المقاعد. وقالت أيضًا إنها لا تستطيع استبعاد إجراء انتخابات رابعة لفوجيموري على الرغم من حقيقة أن دستور بيرو الذي كتبتها جزئيًا شافيز نفسها يسمح بانتخاب الرؤساء مرتين على التوالي. في الواقع كانت شافيز قد وعدت في وقت سابق بأن فوجيموري لن يخوض انتخابات عام 2000.
تنافس فوجيموري مع أليخاندرو توليدو في الجولتين الأولى والثانية وفي 28 مايو من نفس العام، كان فوجيموري هو الفائز في انتخابات مثيرة للجدل اتهمت بالتزوير حيث دخلت بيرو 2000 في الكونجرس بأغلبية، وذلك بفضل انشقاقات أعضاء الكونجرس المعارضين.
في الانتخابات التشريعية التي أجريت في 9 أبريل 2000 حصل التحالف على 42.2٪ من الأصوات الشعبية و52 مقعدًا من أصل 120 في كونغرس الجمهورية.

### الحل
في سبتمبر 2000 بدأ التحالف في التراجع بسبب معرض فلاديفيديوس. في إحداها ظهر المستشار الرئاسي السابق فلاديميرو مونتيسينوس وهو يسلم مبلغًا كبيرًا من المال لألبرتو كوري عضو الكونجرس المعارض للانضمام إلى رتبته. بعد فضيحة الفساد كان التحالف يفقد أغلبيته في كونغرس الجمهورية الأمر الذي سهل إقالة فوجيموري من الرئاسة واختفى تمامًا في عام 2001.